# تپه گوهر گوش
تپه گوهر گوش مربوط به دوران پیش از تاریخ ایران باستان است و در شهرستان نورآباد، بخش مرکزی، روستای فتاح آباد واقع شده و این اثر در تاریخ ۵ آذر ۱۳۸۰ با شمارهٔ ثبت ۴۲۶۰ به‌عنوان یکی از آثار ملی ایران به ثبت رسیده است.